# جان جاك أليس
جان جاك أليس (بالفرنسية: Jean-Jacques Allais)‏ هو لاعب كرة قدم فرنسي في مركز الهجوم، ولد في 17 يناير 1969 في Bolbec ‏ في فرنسا. لعب مع نادي تامبون ونادي تشاتيليراولت ونادي دونكيرك ونادي فالينسيان ونادي نيور ونادي واسكال.

## وصلات خارجية
- جان جاك أليس على موقع قاعدة بيانات كرة القدم.إي يو (الإنجليزية)